# آورا ولی (آریزونا)
آورا ولی (به انگلیسی: Avra Valley) یک منطقهٔ مسکونی در ایالات متحده آمریکا است که در شهرستان پیما، آریزونا واقع شده‌است. آورا ولی ۵۷٫۴۷ کیلومتر مربع مساحت و ۷۶٬۲۳۸ نفر جمعیت دارد و ۵۸۵ متر بالاتر از سطح دریا واقع شده‌است.